# Мілешел
Мілешел (рум. Milășel) — село у повіті Муреш в Румунії. Входить до складу комуни Креєшть.
Село розташоване на відстані 286 км на північний захід від Бухареста, 23 км на північ від Тиргу-Муреша, 65 км на схід від Клуж-Напоки.

## Населення
За даними перепису населення 2002 року у селі проживали 209 осіб, усі — румуни. Усі жителі села рідною мовою назвали румунську.